# Bitwa pod Seneffe
Bitwa pod Seneffe – starcie zbrojne, które miało miejsce 11 sierpnia 1674 r. w trakcie wojny koalicji hiszpańsko-austriacko-lotaryńskiej z Francją (1672–1678).
Na początku czerwca 1672 r. wojska francuskie wtargnęły do księstwa leodyjskiego. W roku następnym po walkach z Wilhelmem III Orańskim Francuzi zdobyli Maastricht. Wobec narastającego zagrożenia Zjednoczone Prowincje, Hiszpania, Austria i Lotaryngia podpisały w styczniu 1674 r. wielkie przymierze skierowane przeciwko Francji. Kondeusz i Luxembourg (30 tys. piechoty, 14,2 tys. jazdy i 60 dział) zajęli umocnioną pozycję pod Nivelles, flankującą ewentualny marsz na południe armii sprzymierzonych (Holendrzy, Austriacy i Hiszpanie), którą dowodził Wilhelm Orański (40 tys. piechoty, 22 tys. jazdy i około 70 dział).
11 sierpnia sprzymierzeni maszerowali na południe w odległości kilkunastu kilometrów od francuskich pozycji. Kondeusz wysłał grupę jazdy, by niepokoiła czoło kolumny sprzymierzonych, sam zaś uderzył na ich straż tylną. Jazda sił głównych Kondeusza kilkoma szarżami odparła jazdę przeciwnika. Sprzymierzeni zajęli wieś St.Nicolas. Jazda francuska lewego skrzydła podjęła próbę oskrzydlenia armii sprzymierzonych, co udaremniła piechota holenderska, ponosząc przy tym niezwykle ciężkie straty. Po zażartych walkach sprzymierzeni zostali wyparci natarciem czołowym ze St.Nicolas. Z kolei stawili opór w wiosce Fé, dokąd przybyła większość ich sił. Luxembourg, dowodzący prawym skrzydłem francuskim, odparł jazdę sprzymierzonych, ale jego piechota nie mogła pod ogniem sprzymierzonych przebyć wąwozu osłaniającego ich lewą flankę i tyły. Zawiodły również uderzenia czołowe Francuzów na Fé. Walka przeciągnęła się do późnej nocy. Obie armie wyczerpane bojem wycofały się, nie wiedząc o swym odwrocie. Straty Francuzów wyniosły ponad 7 tys. zabitych i rannych. Sprzymierzeni stracili ponad 11 tys. zabitych i rannych. Ta niezwykle zacięta i krwawa bitwa taktycznie była nierozstrzygnięta, jednak strategiczne zwycięstwo odnieśli Francuzi, gdyż sprzymierzeni zmuszeni byli zrezygnować z planowanej inwazji na Francję. Zmagania wojenne trwały jeszcze długo i zakończył je dopiero 17 września 1678 pokój w Nijmegen.